# Cleistochloa
Cleistochloa är ett släkte av gräs. Cleistochloa ingår i familjen gräs.
Kladogram enligt Catalogue of Life:
| Cleistochloa | \| \| Cleistochloa rigida \| \| \| \| \| \| Cleistochloa sclerachne \| \| \| \| \| \| Cleistochloa subjuncea \| \| \| \| |
|              | \| \| Cleistochloa rigida \| \| \| \| \| \| Cleistochloa sclerachne \| \| \| \| \| \| Cleistochloa subjuncea \| \| \| \| |
|              | Cleistochloa rigida |
|              | |
|              | Cleistochloa sclerachne                                                                                                  |
|              | |
|              | Cleistochloa subjuncea                                                                                                   |
|              | |